# Les Surprises de l'amour (film, 1988)
Pour les articles homonymes, voir Les Surprises de l'amour.
Pour plus de détails, voir Fiche technique et Distribution.
Les Surprises de l'amour est un film français réalisé par Caroline Chomienne et sorti en 1988.

## Fiche technique
- Titre : Les Surprises de l'amour
- Réalisation : Caroline Chomienne
- Conseiller technique : René Allio
- Scénario : Paul Allio et Caroline Chomienne
- Photographie : Jean-Claude Bois
- Son : Jacques Barbier, Joseph Pantusi et Frédéric Ullmann
- Musique : Jef Sicard et Pierre Marcault
- Montage : Jean-Louis Milesi
- Production : Les Films de l'Atalante
- Pays  :  France
- Durée : 83 minutes
- Date de sortie : France : 16 novembre 1988

## Distribution
- Béatrice Avoine : Sonia
- Moni Grego : Alice
- Grace Ékambi : Juliette
- Paul Allio : Charles
- Jacques Pieiller : Raphaël
- Jean-Michel Yoyotte : Pierre
- Marie-Paule Sirvent : Petra
- Anne See : Martine
- Simy Nyara : Joséphine
- Michel Boujenah : le chauffeur de taxi